# ژان برویر
ژان برویر (انگلیسی: Jean Breuer؛ زادهٔ ۲۳ دسامبر ۱۹۵۱) دوچرخه‌سوار اهل آلمان است.
وی همچنین برندهٔ جوایزی همچون برگ بوی نقره‌ای شده‌است.
وی در مسابقات کشوری و بین‌المللی در مجموع برندهٔ ۱ مدال طلا، ۱ مدال نقره، ۱ مدال برنز شده‌است.